# 嵐山光三郎のつうしんぼ万才!
嵐山光三郎のつうしんぼ万才!（あらしやまこうざぶろうのつうしんぼばんざい）は、1986年10月19日から1987年4月5日までニッポン放送で放送されていたラジオトーク番組。

## 概要
ニッポン放送での放送時間は毎週日曜日 21:20頃 - 21:50頃。本番組と同じく1986年10月19日から1987年4月5日まで放送されていたワイド番組『カモン・ザ・ナイト 大江戸アドヴェンチャー』の箱番組として放送されていた。ゲストには主に当時のアイドルや若手歌手を中心に、小学生・中学生時代の通知表（通信簿）を持参の上で招き、ホスト・聞き手役の嵐山光三郎とアシスタントの西田麻里（当時ニッポン放送アナウンサー）と一緒に学校時代の思い出話を中心に展開。また、ゲストの担任の先生と電話をつないで先生からも話を聞いていた。

## ゲスト
1986年
- 中山秀征（10月19日）
- 富田靖子（10月26日）
- 杉浦幸（11月2日）
- 川島なお美（11月9日）
- サンプラザ中野（11月16日）
- 真璃子（11月23日）
- 吉沢秋絵（11月30日）
- 松本伊代（12月7日）
- 芳本美代子（12月14日）
- 西村知美（12月21日）
- 城之内早苗（12月28日）

1987年
- 湯江健幸（1月4日）
- 山瀬まみ（1月11日）
- オスマン・サンコン（1月18日）
- THE 東南西北（1月25日）
- 水谷麻里（2月1日）
- 日髙のり子（2月8日）
- 早見優（2月15日）
- 福永恵規（2月22日）
- 高井麻巳子（3月1日）
- 風間ルミ（3月8日）
- 立花理佐（3月15日）
- 池田政典（3月22日）
- A-JARI（3月29日）

## ネット局
- STVラジオ：土曜日 22:00 - 22:30
- 東北放送：土曜日 20:30 - 21:00
- 東海ラジオ放送：日曜日 21:00 - 21:30
- MBSラジオ：土曜日 20:30 - 21:00
- KBCラジオ：土曜日 21:30 - 22:00